# Piotrowice (powiat średzki)
Piotrowice (niem. Groß Peterwitz) – wieś w Polsce położona w województwie dolnośląskim, w powiecie średzkim, w gminie Kostomłoty.

## Podział administracyjny
W latach 1975–1998 miejscowość należała administracyjnie do województwa wrocławskiego.

## Położenie
Wieś jest położona na Równinie Kostomłotów nad Strzegomką. 
Na południe od wsi przebiega autostrada A4, najbliższy węzeł autostradowy znajduje się w Kostomłotach.
Na południowy wschód od Piotrowic biegnie linia kolejowa Wrocław-Jaworzyna Śląska, najbliższą stacja zlokalizowana jest w Kątach Wrocławskich.

## Historia
Nazwa wsi prawdopodobnie pochodzi od imienia jednego z jej właścicieli Piotra Włostowica. Począwszy od XII wieku powstało przy osadzie kilka przysiółków, starsza część wsi jest oddzielona od części folwarcznej szeroką wsią ulicówką. Pierwsze wzmianki o wsi pochodzą z roku 1221. W dokumencie z 17 września 1279 zapisano, że książę Henryk sprzedał Kimonowi Gallicuszowi dobra w Brzegu Dolnym w zamian za dobra piotrowickie (określone jako Keksowo). W roku 1298 w kronikach odnotowano istnienie kościoła pw. św. Katarzyny, którego proboszczem był ksiądz Benedykt. W roku 1666 wieś należała do Jana Krzysztofa Nemitza. Zachowane dokumenty informują, że w roku 1852 proboszcz Hoffmann planował renowację kościoła i budowę wieży. Istnieją szczegółowe opisy wnętrza kościoła i jego wyposażenia. W roku 1887 proboszcz von Furstenmuhl przeprowadził renowację chóru. W roku 1898 zakupiono organy, połowę kwoty wyłożył zamieszkujący w Piotrowicach hrabia Limburg-Stirum. W roku 1906 wyremontowano plebanię, a kolejne remonty i renowacje miały miejsce w latach 1961, 1969, 1972 (zmiana dachu z łupkowego na blaszany), 1975.
Z dawnych dokumentów wynika, że w połowie XIV w. do wsi należało 40 włók ziemi (obecnie około 720 ha) pod uprawę. Cztery włóki należały do dziedzica, kolejne 4 do wójta, 1 do księdza i 31 do chłopów płacących czynsz. Pod koniec XVIII w. właścicielem majątku w Piotrowicach został hrabia Gottlob Siegmund von Zedlitz und Leipe, podkomorzy na pruskim dworze królewskim. Otrzymał je jako wiano jego pierwszej żony Marianny Elisabeth von Tschammer. Dokumenty podatkowe z roku 1868 stanowią, że do folwarku należało 452, a do gminy 528 ha. Później własność pałacu rosła, w roku 1892 były to 452 ha, a w 1930 – 472 ha. Gospodarstwa chłopów były rozdrobnione, tylko 5 posiadało powyżej 35 ha. Jedną z najczęstszych upraw był burak cukrowy, co spowodowało budowę w roku 1852 cukrowni, inwestorami byli hrabiostwo Limburg-Stirum. W styczniu 1945 we wsi zatrzymała się kolumna więźniów w trakcie Marszu śmierci Fünfteichen – Gross Rosen. Niemieccy strażnicy zamordowali tu 154 więźniów. Dwa masowe groby ekshumowano w roku 1970 i 1977. W roku 2006 podczas prac budowlanych odkryto grób w którym były pochowane szczątki 42 jeńców z tzw. marszu śmierci. W wyniku postępowania prowadzonego przez Komisję Ścigania Zbrodni przeciwko Narodowi Polskiemu przy Instytucie Pamięci Narodowej we Wrocławiu, zakończone w 2009 roku, ustalono, że są to szczątki mężczyzn w przedziale wiekowym od 18 do 65 roku życia. Sprawców zbrodni nie ustalono. 26 czerwca 2009 na cmentarzu parafialnym miał miejsce uroczysty pogrzeb. We wspólnej mogile, pod pomnikiem poświęconym ofiarom terroru hitlerowskiego, pochowano szczątki odnalezionych 42 jeńców wojennych oraz szczątki 3 jeńców wojennych z Gross Rosen odnalezione w 2007 roku w Mysłowie – gmina Bolków.
29 września 2020 roku Rada Gminy Kostomłoty podjęła decyzję o wprowadzeniu nazw dla 19 dróg gminnych i powiatowych w Piotrowicach. Nazwy weszły w życie 1 stycznia 2021 roku.

## Zabytki
Do wojewódzkiego rejestru zabytków wpisane są:
- Kościół św. Katarzyny Aleksandryjskiej w Piotrowicach – jednonawowy, murowany kościół gotycki, wzniesiony w drugiej połowie XV w. W latach 1540–1653 świątynia należała do parafii ewangelickiej. Kościół został przebudowany w roku 1753, wnętrze otrzymało wówczas wystrój barokowy. W roku 1937 świątynię poddano generalnemu remontowi podczas którego m.in. wydobyto spod tynku epitafia z XVI w., które zostały ustawione we wnętrzu. Do czasów obecnych zachowało się 10 nagrobków figuralnych należących do rodzin Niemitz i Seidlitz, pochodzą one z lat 1567-1615. Do najstarszych i najbardziej ozdobnych należą epitafia Konrada von Nimitz zmarłego w 1562 r. i jego żony Margarety z domu Gotsch von der Schwartzbach (Schaffgotsch), zmarłej w 1567 r. Zostały ustawione przy ścianie prezbiterium. Posiadają oryginalną konstrukcję architektoniczną oraz bogato zdobiony fryz herbowy. Ze starszego wystroju zachowały się również: późnogotyckie sakramentarium przyścienne i renesansowa chrzcielnica z 1616 r. W zachodniej części kościoła pomnik poświęcony ofiarom hitlerowskiego obozu pracy, którzy zostali zamordowani w 1945 r.
- kościół ewangelicki z drugiej ćwierci XIX w., obecnie opuszczony i pozbawiony wyposażenia, po 1945 r. pełnił rolę magazynu
- zespół pałacowo-folwarczny:
  - pałac (nie istnieje)
  - barokowa oranżeria, z 1795 r., częściowo w ruinie
  - oficyna mieszkalno-gospodarcza – dom rządcy, z trzeciej ćwierci XIX w.
  - portiernia, z początku XX w.
  - obora, z przełomu XIX/XX w.
  - obora-kuźnia, 2 połowa XIX
  - dwie bramy wjazdowe, koniec XVIII w., XIX w.:
    - barokowa brama dworska, dobudowany do niej romański budynek z dwupiętrową wieżą, z XIX w.
    - południowa brama folwarczna zwieńczona wazonem

  - park krajobrazowy, z drugiej połowy XIX w. o powierzchni 12 ha. W parku znajduje się głaz narzutowy z napisami upamiętniającymi krewnych właścicieli pałacu, którzy zginęli w I wojnie światowej
  - mauzoleum, z początku XX w.
  - obelisk – pomnik Bismarcka, z XIX w.; wys. 8 m z 1792 r. upamiętniający zakup majątku przez Theresę von Zedlitz. W późniejszych latach (1868) został on przerobiony na pomnik Bismarcka. W tylnej części częściowo zatarty niemiecki napis, który jest opisem historii tutejszego folwarku. Wokół medialonu znajduje się napis:

PR[O] POTENTIS AUSTRIAE FLAGELL [UM] IURIS BORUSSIAE VI[ND]EX – "Bicz na potęgę Austrii, praw Prus obrońca".
Powyżej medalionu w prostokątnym obramowaniu jest napis: OTTONI COMTI DE BISMARCK POSUIT A.D. 1868 GRATUS CIVIS COMES DE LIMBURG STIRUM – Ottonowi księciu von Bismarck położył A.D. 1868 wdzięczny obywatel książę von Limburg Stirum
inne zabytki:
- budynek stajni i psiarni z XIX w., ozdobiony tympanonem z arabeską z pegazami we folwarku
- pięć kamiennych krzyży wmurowanych w ogrodzenie folwarku; krzyże są nieraz określane jako pokutne, ale w rzeczywistości to krzyże nieznanego wieku i pochodzenia, które wcześniej stały przy murze cmentarza[11]
- stary cmentarz ewangelicki założony w latach 60. XIX wieku w północno-wschodnim narożu parku pałacowego
- średniowieczne grodzisko z X-XIII wieku, ma postać stożkowego nasypu wysokości 4 m, który otacza zarośnięta fosa, położona około 1,2 km na wschód[12].